# The People's Choice
The People's Choice var ett amerikanskt funkband, bildat 1971 i Philadelphia av Frank Brunson. Trots att de hade flera vokalister, var deras största hits instrumentala. 

## Medlemmar
- Frank Brunson - keyboard, sång (avled 24 november  2007, 78 år gammal [1])
- David Thomson - trummor
- Darnell Jordan - gitarr
- Johnnie Hightower - gitarr
- Stanley Thomas - bas, sång
- Valerie Brown - sång
- Marc Reed - sång

### Album
- Boogie Down U.S.A. (Philadelphia International, 1975) U.S. #56, U.S. Black Albums #7[2]
- We Got the Rhythm (Philadelphia International, 1976) U.S. #174, U.S. Black Albums #38
- Peoples Choice (Casablanca Records, 1980)
- Strikin' (Mercury Records)
- Turn Me Loose (Philadelphia International)

### Singlar
| År   | Titel                          | Topplistplaceringar | Topplistplaceringar | Topplistplaceringar | Topplistplaceringar    |
| År   | Titel                          | U.S. Pop Singles    | U.S. Black Singles  | U.S. Disco Singles  | U.S. Club Play Singles |
| ---- | ------------------------------ | ------------------- | ------------------- | ------------------- | ---------------------- |
| 1971 | "I Likes to Do It"             | #38                 | #9                  | -                   | -                      |
| 1973 | "Let Me Do My Thing"           | -                   | #45                 | -                   | -                      |
| 1974 | "Party Is a Groovy Thing"      | -                   | #45                 | #6                  | -                      |
| 1975 | "Boogie Down U.S.A."           | -                   | -                   | -                   | #11                    |
| 1975 | "Do it Any Way You Wanna"      | #11                 | #1                  | #1                  | #1                     |
| 1975 | "Nursery Rhymes (Part I)"      | #93                 | #22                 | -                   | #15                    |
| 1976 | "Here We Go Again"             | -                   | #52                 | #1                  | #8                     |
| 1976 | "Movin' in All Directions"     | -                   | #52                 | #1                  | -                      |
| 1976 | "We Got the Rhythm"            | -                   | -                   | #3                  | -                      |
| 1976 | "Jam Jam Jam (All Night Long)" | -                   | -                   | -                   | -                      |
| 1980 | "You Ought to Be Dancin'"      | -                   | -                   | -                   | #8                     |

### Fotnoter
1. ↑  ”Obituary for Frank Brunson”. Arkiverad från originalet den 13 oktober 2012. https://web.archive.org/web/20121013113038/http://nl.newsbank.com/nl-search/we/Archives?p_product=BN&p_theme=bn&p_action=search&p_maxdocs=200&p_field_label-0=Author&s_dispstring=Frank%20Brunson&p_field_date-0=YMD_date&p_params_date-0=date:B,E&p_text_date-0=2007&p_field_advanced-0=&p_text_advanced-0=(%22Frank%20Brunson%22)&p_perpage=10&p_sort=YMD_date:D&xcal_useweights=no. Läst 27 januari 2009.
2. ↑  Billboard, Allmusic.com
3. ↑  Billboard Singles. Allmusic.com.